# Dusk
Dusk — відеогра в жанрі шутер від першої особи, створена американським розробником Девідом Шиманський (англ. David Szymanski) і видана компанією New Blood Interactive. 2018 року гра була видана для Windows, 2019 року в продаж надійшли версії для macOS і Linux, а 2021 року — версія для Nintendo Switch. Dusk є ретро-грою з навмисно спрощеною і стилізованою графікою і геймплеєм у дусі класичних шутерів середини 1990-х років, таких як Quake, Doom, Hexen та інших. Безіменний герой Dusk у пошуках скарбів проникає в зону відчуження десь у сільській Пенсільванії, де стикається з різними супротивниками — від культистів до лавкрафтівських чудовиськ. Хоча Шиманський навмисно стилізував зовнішній вигляд Dusk під шутери дев'яностих, гра використовує в порівнянні з ними більш сучасну схему керування та більш розвинений фізичний двигун. Гра здобула переважно високі оцінки преси; оглядачі називали Dusk «любовним посланням» старим шутерам, відзначаючи, що вона заслуговує на увагу не тільки як стилізація під ігри минулої епохи, але й як сучасна та самодостатня гра.

## Ігровий процес
Dusk є шутером від першої особи, в якому керований гравцем персонаж повинен пройти через послідовність рівнів. На кожному рівні потрібно дістатися до виходу — для цього необхідно шукати розкидані за рівнем кольорові ключі, що відчиняють двері відповідного кольору. Ігровий персонаж пересувається дуже швидко, і гравець повинен постійно підтримувати цей біг, щоб вижити — йому протистоїть безліч ворогів різних видів, як атакуючих в ближньому бою, так і стріляючих здалеку. У битвах з натовпом ворогів гравець повинен уникати атак, стягувати ворогів у групи і стріляти так швидко і багато, як він може. Початковою зброєю в грі є пара серпів, але в міру проходження гравець знаходить нову зброю — пістолети, дробовики, автомати тощо; один з найпотужніших видів зброї — клепальний пістолет, який стріляє заклепками, що вибухають. Гравець повинен стежити за очками здоров'я персонажа та окремим показником «бойового духу» (англ. morale), аналогічним «броні» із шутерів дев'яностих. На рівнях Dusk міститься безліч секретів, що вимагають від гравця, наприклад, натискати кнопку дії на стіні, що підозріло виглядає, щоб відкрити таємний прохід, або здійснювати ризикований стрибок через прірву — в таких захованих від гравця печерах і альковах містяться цінні предмети, що полегшують подальше проходження.
Хоч Dusk у багатьох відношеннях імітує шутери середини 1990-х років, гра використовує більш сучасну схему керування з можливістю присідати, стрибати, оглядатись на всі боки за допомогою миші; фізичний двигун гри дозволяє підбирати різні предмети — наприклад, диски від циркулярних пилок або каністри з бензином — і жбурляти ними у ворогів, або, наприклад, складати один на одного ящики, щоб вилізти на висоту. При кожному запуску Dusk демонструє жартівливий екран завантаження MS-DOS («fakeDOS 6.66») з характерними звуками роботи жорсткого диска — як гра і запускалась на комп'ютері середини 1990-х років. Гра включає в себе багатокористувацький режим на 16 гравців; цей режим містить кілька карт і єдина умова перемоги — битва всіх проти всіх, поки не залишиться тільки один (deathmatch). У гру вбудовано посилання на сервер спільноти в месенджері Discord, де гравці можуть знаходити потенційних суперників для мультиплеєра.

## Сюжет
У грі загалом 32 рівні, розбиті на три епізоди — «Передгір'я» (англ. The Foothills), «Споруди» (англ. The Facilities) та «Безім'яне місто» (англ. The Nameless City). Подібно до шутерів 1990-х років, у Dusk є лише найсхематичніший сюжет. Розробник гри описував зав'язку наступним чином: під сільськогосподарськими угіддями в штаті Пенсільванія було виявлено величезну мережу лавкрафтівських руїн; уряд США не знайшов кращого способу розібратися з ними, ніж побудувати безліч лабораторій та фабрик з метою приборкати приховану там магію. Зрештою промислові аварії та випадки одержимості змусили державних службовців відступити та заборонити відвідування небезпечної території. Герой — безгрошовий мисливець за скарбами — проникає в зону відчуження у пошуках нібито прихованого там стародавнього золота. В епізоді «Передгір'я» герой має справу з членами місцевої секти, які переслідують його як «єретика»; в епізоді «Споруди» він стикається із зомбованими військовими і відвідує приховані під містом Даск лабораторії та промислові підприємства, що переробляють величезну кількість людських останків на якусь енергію; в епізоді «Безім'яне місто» герой проходить через портал, який веде в якийсь потойбічний вимір, і потрапляє в дедалі дивніші місця, включаючи власний будинок героя, осквернений злими силами. У фіналі гри герой бореться з лідером секти Джейкобом, а після нього з богом Ньярлатхотепом, якому поклонялася секта. Після перемоги Ньярлатхотеп визнає героя більш гідним, ніж був Джейкоб, наділяє своїми силами і залишає в якомусь позачасовому посмерті — «доти, доки мені не знадобишся».

## Розробка
Dusk була розроблена однією людиною — Девідом Шиманським. Шиманський завжди любив жанр шутерів від першої особи і мріяв створити гру на кшталт Dusk з 14 років: у середині 2000-х років у нього не було потужного комп'ютера, і, поки його однолітки грали в більш сучасні ігри, Шиманскі проводив час за іграми на зразок Doom і Half-Life. В інтерв'ю 2016 року Шиманський говорив, що задумав майбутню Dusk близько 2006 року, і у нього зберігалися нотатки десятирічної давності. До Dusk Шиманський самостійно розробив кілька ігор, у тому числі Pit (2013) та A Wolf In Autumn (2015); після створення Wolf він вважав, що втомився від створення серйозних ігор і просто програмував для задоволення. Він змоделював малополігональний дробовик і прив'язав його до камери на движку Unity з бажанням подивитися, наскільки результат буде схожим на гру Quake. Поступово ці пустощі перетворились на повноцінну розробку Dusk. Unity — сучасний ігровий рушій, що підтримує різноманітні візуальні ефекти, і найважче, за словами Шиманського, було «переконати Unity перестати робити речі, які змушували гру виглядати краще». Метою розробника, навпаки, була гра, що виглядає як щось із середини 1990-х років — для цього він використовував текстури не просто в низькій роздільній здатності, але з обмеженою палітрою кольорів. Гравцю дозволено включати і відключати деякі графічні налаштування, що зістарюють гру — залежно від того, наскільки, за словами Шиманського, «автентично лайновий» гравець хоче її бачити. Шиманський описував себе як розробника-одинака, який сам робить усі ігрові ресурси з нуля, тож можливості створити надсучасну графіку рівня Doom 2016 року у нього і не було; з іншого боку, Шиманському просто подобалось те, як виглядає малополігональна тривимірна графіка.
Шиманський називав як джерела натхнення велику кількість комп'ютерних ігор; в інтерв'ю сайту Gamasutra він говорив «візьміть будь-яку гру з 1993 по 2001 рік — можливо, вона так чи інакше вплинула на Dusk». Найбільш важливими серед них були ігри Doom, Quake, Half-Life, Duke Nukem 3D, Blood та інші, проте Шиманський черпав окремі ідеї та образи з менш відомих ігор тієї ж епохи — наприклад, фонтанчики крові при вбивстві ворогів імітують відповідний ефект із ігор на движку LithTech на кшталт Blood II: The Chosen або Shogo: Mobile Armor Division ; здатність карабкання по стінах реалізована так само здібностями Чужого з Aliens versus Predator. У Dusk є елементи, що надихалися і іграми пізнішої епохи, і іграми інших жанрів — серед них Thief: The Dark Project, Deus Ex, Condemned: Criminal Origins, «STALKER: Тінь Чорнобиля». Один із рівнів у грі побудований за образом підземелля з рольової гри Planescape: Torment. Сільська місцевість штату Пенсільванія була обрана як місце дії першого епізоду гри як добре знайома розробнику — він сам народився і живе у цьому штаті. У свій час під враженням від гри «STALKER: Тінь Чорнобиля» Шиманський подумував зробити місцем дії гри Україну, так що заводи та лабораторії з другого епізоду Dusk нагадує індустріальні пейзажі «STALKER». Зрештою розробник зробив усі три епізоди, що відрізняються один від одного: перший епізод у сільській Пенсільванії, другий на фабриці, третій у підземному місті в лавкрафтівському дусі, «бо це Dusk, ось чому».
Шиманський використовував як джерело натхнення й кінематограф — насамперед фільми «Техаська різанина бензопилою» та «Сталкер». «Техаська різанина» стала для нього зразком «брудного фільму, що огидно виглядає… відчуття гниючого пекла» — цей дух був втілений у першому епізоді гри; «Сталкер» Тарковського, у свою чергу, демонстрував естетику занедбаності іншого роду, із затопленням, іржею та пліснявою, і це Шиманські теж прагнув зобразити у грі. Для створення складних рівнів гри використовувався редактор ProBuilder, вбудований в Unity. При цьому розробник надихався дизайном рівнів Джона Ромеро для Doom та Quake, особливо епізодом Knee Deep in the Dead з Doom: Шиманського вражало, як рівні цього епізоду впливають на гравця і на механічному, і на естетичному рівні. На перших рівнях Dusk досить реалістична архітектура з фермами і тартаками, тоді як останні більш абстрактні, як це і було в Doom і Quake. Шиманський приділяв особливу увагу нелінійності проходження, продумуючи кілька шляхів, якими можна потрапити до однієї мети — наприклад, гравець може шукати на рівні ключ, що відкриває двері; нагромадити один на одного ящики, щоб залізти у вікно; або просто залетіти на потрібну висоту за допомогою рокет-джампа. Хоча мета гравця на кожному рівні — дістатися від стартової точки до виходу, рівні нелінійні; так, складний маршрут може повертати персонажа назад до точки старту, відкриваючи новий, коротший шлях. Найперша битва у грі, де озброєного лише парою серпів ігрового персонажа атакують у підвалі три культисти з бензопилами, замислювалась як свого роду «режим навчання навпаки»: з одного боку, напад ворогів відразу ж на початку гри, негайно після запуску, виглядає як екстремальне випробування для гравця, з іншого боку, у нього достатньо і здоров'я, і «бойового духу», і місця для маневру — програти в цьому бою не так просто, і він дає гравцеві можливість освоїтися з керуванням та швидкістю пересування та вивчити поведінку ворогів. Один із захованих секретів у грі — дитячий малюнок, що зображує боса під назвою «Дружина Інтоксигатора» — був надісланий компанії-видавцю New Blood електронною поштою: цей «концепт-арт» намалював шестикласник, який страждає на аутизм, а співробітники відсканували і додали в Dusk як «пасхальне яйце».
Хоча Шиманський здебільшого розробляв гру самотужки, для написання музики та звукових ефектів він залучив композитора Ендрю Халшалта, найбільш відомого як автора музичного супроводу до Brutal Doom . Халшалт сам був великим шанувальником шутерів дев'яностих років і намагався і в Dusk передати ті відчуття, які сам відчував, коли запускав Quake або Quake II вперше. Він, однак, не намагався цілеспрямовано наслідувати музику старих ігор, воліючи створювати щось оригінальне і не пов'язуючи себе обмеженнями апаратного обладнання 1990-х. Музика Dusk включає як похмурі та повільні мелодії, так і набагато більш агресивні металеві треки з використанням шреду на електрогітарі.

## Випуск
Dusk була випущена у ранній доступ 11 січня 2018 року; на цьому етапі покупцям були доступні два епізоди гри з запланованих трьох. Повна версія гри була випущена 10 грудня 2018. У лютому 2019 року гра стала доступною для macOS, Linux та старих 32-бітних версій Microsoft Windows; до неї також було додано «Режим нескінченного виживання», де гравцеві пропонувалося відбивати атаки нескінченної орди ворогів так довго, як він зможе. Версія для ігрової приставки Nintendo Switch спочатку повинна була вийти на Хелловін 2020, але була відкладена і випущена на наступний Хелловін — 28 жовтня 2021.
Лютого 2020 року Шиманський додав у гру підтримку модифікацій, що дозволяє всім бажаючим створювати модифікації гри і, що примітно, імпортувати в гру карти з Quake або Half-Life, у тому числі користувацькі; це означало можливість як відтворити в Dusk всю гру Quake, так і перенести на платформу Dusk безліч користувацьких модифікацій для старих шутерів від першої особи.

## Відгуки та продажі
| Агрегатор  | Оцінка              |
| ---------- | ------------------- |
| Metacritic | 88/100 (Win) 89/100 |

| Видання               | Оцінка |
| --------------------- | ------ |
| Destructoid           | 9,5/10 |
| Game Informer         | 8,8/10 |
| GameRevolution        | 9/10   |
| Nintendo World Report | 9/10   |
| PC Gamer (США)        | 89%    |

Гра отримала переважно позитивні оцінки преси, усереднена оцінка критиків складає 88 зі 100 згідно з агрегатором рецензій Metacritic.
Оглядач PC Gamer Іен Бернбаум охарактеризував гру як «любовне послання» коридорним шутерам 1990-х років типу Doom, Quake і Half-Life, але також і старим фільмам жахів на кшталт «У пагорбів є очі» та «Порятунок»; саму гру Бернбаум назвав «відмінною… зашибісь якою відмінною». Він особливо відзначав впізнаваність предметів обстановки і властивий розробнику талант розкривати розповідь через оточення. На думку Бернбаума, Dusk втілює в собі не те, як насправді виглядали і грались шутери дев'яностих років, але скоріше те, якими вони залишилися в поданні гравця, що ностальгує та дивиться «через рожеві окуляри спогадів 20 років по тому»: те, що це у гри вийшло — досягнення саме собою. Пітер Глаговський з Destructoid писав, що закохався в гру з першого погляду і міг би навіть назвати її найкращим шутером, в який він коли-небудь грав — Dusk виявилася непередбачуваною. За його словами, гра починається скромно, але робиться все грандіозніше з кожним рівнем; Глаговський особливо виділяв рівень Escher Labs з другого епізоду гри, що грає зі сприйняттям простору і напряму, і весь третій епізод з головоломками і непередбачуваними рівнями — один незвичайніший за інший.
Джон Уокер у статті для Rock Paper Shotgun зазначив, що Dusk не тільки наслідує ігри дев'яностих років, але й знає, коли вірність їм зберігати не варто — охарактеризував гру як щось, що могли б зробити id, 3D Realms і Raven, якби в них були сучасні технології. На його думку, Dusk відчувається одночасно як класична гра і як щось сучасне з 2018 року — «починається чудово і стає краще аж до грандіозного апогею наприкінці». Уокер, який отримав від Dusk масу задоволення, не зміг знайти у гри ніяких серйозних недоліків — хіба що рівень складності за замовчуванням здався йому занадто простим. Адам Сміт в іншому матеріалі, також для Rock Paper Shotgun, залишив стриманіший відгук; на його думку, Dusk вдалося уникнути перетворення на ігровий аналог стенд-ап — комедії спостереження, де комік розважає аудиторію просто тим, що викликає в її пам'яті знайомі образи: «А пам'ятаєте рокет-джампінг?». Разом з тим, Сміт вважав Dusk занадто методичною в ролі екскурсії по старих іграх, що не дістає рівня Quake, Blood і навіть Rise of the Triad — вона не здалася йому захоплюючою, але передбачуваною і в якійсь мірі навіть «заспокійливою».
Данте Дуглас із журналу Paste, який присвятив Dusk окремий матеріал серед статей про найкращі ігри 2018 року, дивувався, наскільки привабливо можуть виглядати низькополігональні пейзажі — наприклад, похмуре червоне небо над тартаком; відзначав, з якою дбайливістю і шанобливістю гра обходиться з тією класикою, звідки запозичує свої елементи, і заявляв, що Dusk не меншою мірою гідна називатися спадкоємцем шутерів 1990-х, ніж Doom 2016. Віллем Хілхорст у рецензії на версію гри для Nintendo Switch зазначив, що гра чудово показує себе і в стаціонарному, і в портативному режимі: частота кадрів завжди тримається на 60 кадрах в секунду, кут поля зору можна регулювати повзунком до 150 градусів, є гнучко налаштовуване прицілювання за допомогою руху контролерів та тактильний відгук HD Rumble. Хілхорст назвав порт незвичайним — таким, що задає стандарт якості, якому повинні б слідувати й інші інді-розробники.
Денис Павлушкін у статті для «Ігроманії» відгукувався про Dusk у змішаних тонах: з одного боку, гра різноманітна, ніколи не дає гравцеві нудьгувати, вміє та нагнітати напругу, і розважати — «все, щоб будь-який фанат класичних шутерів відчув себе як удома»; однак при цьому гра пробігається за три-п'ять годин, і — на думку Павлушкіна — у неї відсутня індивідуальність, вона не може запропонувати нічого такого, чого гравці не бачили б в інших іграх: це "збірка кращих хітів, а не самостійний твір. Олексій Лихачов в огляді для StopGame.ru відгукнувся про гру більш захоплено — як про подарунок для любителів класичних шутерів, який не намагається здаватися їх точною копією, але робить їх краще, "ніби сам Кармак 20 років тому отримав доступ до пізніших технологій, створив найкрутіший шутер, але нікому про нього не говорив. Лихачов називав серед особливих переваг гри добре продуманий дизайн «всіх без винятку рівнів», потужний арсенал і високу рухливість героя, а серед нечисленних недоліків — занадто великий, на його погляд, запас здоров'я босів і мультиплеєр, що не заслуговує на увагу.
За словами продюсера гри Дейва Ошрі, за перший місяць після виходу гри було продано 69 420 копій Dusk ; ще 22 тисячі копій гри було продано до виходу, у період перебування у ранній доступ.

## Dusk'82
Dusk'82 являє собою гру-«демейк» Dusk з графікою та геймплеєм, що нагадують ігри вже не 1990-х, а початку 1980-х років; вона є покроковою головоломкою з видом зверху в дусі Chip's Challenge та Sokoban. У Dusk'82 герой протистоїть культистам, використовуючи зброю на кшталт дробовика і клепального пістолета, а також інтерактивні об'єкти — бочки, що вибухають, і конвеєрні стрічки. Гра включає редактор рівнів, підтримку Майстерні Steam і можливість запускати свою власну музику як фонову. Dusk'82 була анонсована 1 квітня 2021 року, і це оголошення було сприйнято як першоквітневий жарт, але надалі Шиманський, який затіяв цей проект «для задоволення, а не заради грошей», доопрацьовував гру на повному серйозі. Видавцем Dusk'82 також виступила New Blood Interactive. Dusk'82 також додавалася до версії Dusk для Nintendo Switch як безкоштовний додаток.